# Desenvolupament fonològic
El desenvolupament fonològic refereix a l'adquisició i desenvolupament de la fonologia d'una llengua nativa.
El so està al començament de l'aprenentatge del llenguatge. Els infants han d'aprendre a distingir diferents sons i a segmentar el corrent de discurs al qual són exposats en unitats —eventualment unitats amb sentit —per adquirir paraules i oracions. Aquí hi ha una raó per la qual la segmentació de la parla és complicat: Quan llegiu, hi ha espais entre les paraules. No hi ha tals espais entre les paraules parlades. Així, si un infant escolta la seqüència de so «aixòésunvas», ha d'aprendre a segmentar aquest corrent en les unitats diferents «això», «és», «un», i «vas». Un cop l'infant és capaç d'extraure la següència «vas» del corrent de discurs ha d'assignar una significació a aquesta paraula. A més a més, l'infant ha de ser capaç de distingir la seqüència «vas» de «fas» per aprendre que aquestes són dos paraules diferents amb diferents significats. Finalment, l'infant ha d'aprendre a produir aquestes paraules. L'adquisició de la fonologia de la llengua nativa comença a l'úter. i no és completament llengua adulta fins als anys de l'adolescència. Les habilitats perceptives (com ara ser capaç de segmentar «aixòésunvas» en quatre unitats de paraules individuals) generalment precedeix la producció i en conseqüència ajuda el desenvolupament de la producció de discurs.

## Desenvolupament prelingüístic (naixement -1 any)

### Percepció
Els infants no pronuncien les seves primeres paraules fins que tenen aproximadament un any, però al naixement ja poden distingir algunes pronunciacions en la seva llengua nativa de pronunciacions en llengües amb característiques prosòdiques diferents.

#### 1 mes

##### Percepció categòrica
Ja al mes d'edat els infants perceben alguns sons del discurs com categories del discurs (mostren la percepció categòrica del discurs). Per exemple, els sons /b/ i /p/ difereixen en la quantitat de respiracio que segueix a l'obertura dels llavis. Usant un continu en respiració generat per l'ordinador entre /b/ i /p/, Eimas et al. (1971) van mostrar que els infants parlants de l'anglès prestaven més atenció a les diferències a prop dels límits entre /b/ i /p/ que a diferències d'igual mida dins de la categoria /b/ o dins de la categoria /p/. La seva mesura, controlant la taxa de succió dels infants, va esdevenir un dels mètodes experimentals principals per estudiar la percepció del discurs dels nens.

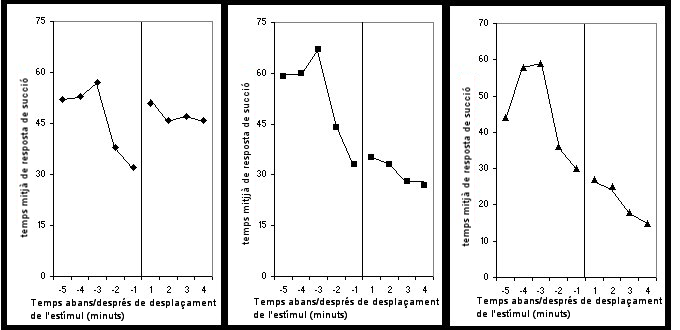
Fig. 1. Taxa de succió per a una canvi VOT de 20 ms entre límits de categoria (esquerra), canvi de 20 ms VOT dins de categoria (centre), sense canvi VOT (dreta). Seguint Eimas et al. (1971).

Els infants no més grans que 10--12 mesos poden distingir no només sons nadius sinó també contrastos no nadius. Els infants més grans i els adults perden l'habilitat de discriminar alguns contrastos no nadius. En conseqüència, sembla que l'exposició d'un individu a la seva llengua nativa causa que el sistema de percepció es reestructuri. La reestructuració reflecteix el sistema de constrastos de la llengua nativa.

#### 4 mesos
Als quatre mesos el nens encara prefereixen el llenguatge infantil que la parla dirigida als adults. Mentre que els infants d'un mes sols exhibeixen aquesta preferència si se'ls reprodueix el senyal de discurs complet, els de 4 mesos prefereixen el llenguatge infantil fins i tot fins i tot quan es reprodueix la inflexió de la prosòdia. Això mostra que entre 1 i 4 mesos d'edat, els infants milloren el seguiment de la informació suprasegmental al discurs que se'ls dirigeix. Quan tenen 4 mesos, finalment, els infants han après a quines característiques han de prestasr atenció a un nivell suprasegmental.

#### 5 mesos
Els bebès prefereixen sentir el seu propi nom que altres paraules que sonen de forma semblant. És possible que hagin associat el significat «meu» amb el seu nom, tot i que també és possible que simplement reconeixen la seva forma a causa de la seva alta freqüència.

#### 6 mesos
Amb una exposició creixent al llenguatge d'ambient, els infants aprenent a no prestar atenció a distincions de sons que no són significatius en la seva llengua nativa, per exemple dos versions acústicament diferents de la vocal /i/ que difereixen simplement per la variabilitat entre parlants. Als 6 mesos d'edat els infants han après a tractar sons acústicament diferents que són representacions de la mateixa categoria, com ara una /i/ parlada per un parlant masculí enfront d'un parlant femení, com a membres de la mateixa categoria fonológica /i/.

##### Aprenentatge estadístic
Els infants són capaços d'extraure distincions amb significat de la llengua a la qual són exposats a partir de les propietats estadístiques de la llengua. Per exemple, els infants que estan aprenent el català són exposats a un continu entre /d/ sonores j /t/ mudes no aspirades (semblant a la distinció /d/ - /t/ d'altres llengües, com l'anglès), amb la major part dels elements tenint lloc a prop dels punts finals del continu, és a dir el fet que siguin exposats a sonoritats extremes en comptes de ser exposats a una distribució bimodal del temps d'inici de la veu, els fa més capacitats per discriminar aquests sons que els infants que són exposats principalment a elements des del centre del continu (distribució unimodal).
Aquests resultats mostren que a l'edat de 6 mesos els infants són sensibles a la freqüència a la qual són exposats a certs sons de la llengua, i poden aprendre quines són les pistes importants per prestar atenció a partir de les diferències de freqüència d'aparició dels sons. En l'exposició al llenguatge natural això significa que els sons típics d'una llengua. com ara la /d/ sonora al català, es produeixen amb freqüència, i els infants poden aprendre'ls a partir de la simple exposició a aquests sons en el discurs que senten. Tot això passa abans que els infants tinguin coneixement del significat de cap d'aquestes paraules a les quals són exposats, i en conseqüència el fenomen de l'aprenentatge estadístic s'ha usat per argumentar el fet que els infants poden aprendre els contrastos de sons sense el significat que se'ls associa.
Als 6 mesos d'edat els infants també són capaços d'usar les característiques prosòdiques de la llengua ambiental per fragmentar el corrent de discurs al qual són exposats en unitats amb significat, per exemple estan més capacitats per distingir els sons que ocorren a síl·labes accentuades enfront de síl·labes no accentuades. Això significa que als 6 mesos d'edat els infants tenen algun coneixement dels patrons d'accentuació al discurs al qual són exposats i han après que aquests patrons tenen significat.

#### 7 mesos
Als 7,5 mesos s'ha mostrat que els infants aprenents de l'anglès són capaços de segmentar les paraules del discurs que mostren un patró fort--feble, d'accentuació (és a dir trocaic), que és el patró d'accentuació més comuú a la llengua anglesa, però no van ser capaços de segmentar les paraules que segueixen un patró feble--fort. A la seqüència ‘guitar is' aquests infants van sentir aleshores ‘taris' com a unitat de paraula perquè segueix un patró fort--feble.
El procés que permet als infants usar pistes prosòdiques a l'entrada del discurs per aprendre sobre l'estructura de la llengua s'ha anomenat «arrencada prosòdica».

#### 8 mesos
Tot i que els infants generalment encara no entenen el significat de la major part de les paraules individuals, entenen el significat de certes frases que senten molt sovint, com ara «atura't» o «vine».

#### 9 mesos
Els infants poden distingir la llengua nativa de la no nativa usant sols patrons fonètics i fonotàctics, és a dir sense l'ajuda de pistes prosòdiques. Semblen haver après la fonotàctica de la seva llengua materna, és a dir quines combinacions de sons són possibles a la llengua.

#### 10-12 mesos
Els infant ara ja no poden discriminar la major part dels contrastos de sons no natius que cauen dins de la mateixa categoria de so en la seva llengua materna. El seu sistema de percepcions s'ha afinat cap als contrastos rellevants per a la seva llengua nativa. Pel que fa a la comprensió de paraules, Fenson et al. (1994) van verificar la mida del vocabulari comprès per infants de 10-11 mesos d'edat i van trobar un rang entre 11 i 154 paraules. A aquesta edat, els infants normalment encara no han començat a parlar i per això no tenen vocabulari de producció. Consegüentment, el vocabulari de comprensió es desenvolupa abans que el vocabulari de producció.

### Producció

#### Etapes del desenvolupament vocal abans de la parla
Tot i que els infants no produeixen les seves primeres paraules abans de tenir aproximadament 12 mesos d'edat, l'habilitat per produir discurs comença a una edat més primerenca. Stark (1980) distingeix cinc etapes del desenvolupament primerenc de la parla.

##### Setmanes 0-6 setmanes: Vocalitzacions reflexives
Aquestes vocalitzacions més primerenques inclouen el plor i els sons vegetatius com ara la respiració, la succió i els esternuts. Per a aquests sons vegetatius, les cordes vocals dels infants vibren i l'aire passa a través del seu aparell vocal, familiaritzant així els infants amb processos involucrats en la producció posterior de discus.

##### Setmanes 6-16: Esternuts i riures
Els infants produeixen sons semblants als esternuts quan estan contents. Els esternuts són sovint provocats per la interacció social amb els cuidadors i s'assemblen a la producció de vocals.

##### Setmanes 16-30: Joc vocal
Els infants produeixen una varietat de sons de tipus de vocals i consonants que combinen en seqüències creixentment més llargues. La producció de sons de vocal (ja als primers 2 mesos) precedeix la producció de consonants, amb la producció de les primeres consonants posteriors (per exemple [k]) durant els mesos 2-3 i les consonants frontals (per exemple [m], [n], [p]) començant a aparèixer al voltant dels 5 mesos d'edat.
Pel que fa al contorns d'entonació en les pronunciacions primerenques dels infants, quan tenen entre 3 i 9 mesos produeixen principalment contorns plans, i de tipus caient i creixent-caient. El contorns d'entonació de tipus creixent requeririen que els infants pugessin la pressió subglòtica durant la vocalització o que incrementessin la longitud dels plecs vocals o la tensió al final de la vocalització, o ambdós. Als 3 a 9 mesos els infants no semblen capaços de controlar encara aquests moviments.

##### Mesos 6-10 months: Balboteig reduplicat (o balboteig canònic[18])
El balboteig reduplicat conté síl·labes consonant-vocal (CV) que es repeteixen en sèries reduplicades de la mateixa consonant i vocal (per excemple [bababa]). En aquesta etapa, les produccions dels infants semblen discurs molt més properament en la sincronització i el comportament vocal que en etapes primerenques. Al voltant dels 6 mesos els bebès també comencen a mostrar una influència de la llengua ambiental en el seu balboteig, és a dir el sons del balboteig sonen diferents depenent de les llengües que senten. Per exemple, s'ha trobat que els infants de 9-10 mesos aprenent francès produeixen una proporció més gran de consonants sonores oclusives (que existeixen al francès però no a l'anglès) que els infants de la mateixa edat aprenent l'anglès. Aquest fenomen del balboteig sent influenciat per la llengua que s'adquireix s'ha anomenat la deriva del balboteig.

##### Mesos 10-14: Balboteig no reduplicat (o balboteig jaspiat[18])
Ara els infants combinen diferents vocals i consonants en cadenes sil·làbiques. En aquesta etapa, els infants també produeixen diversos patrons accentuats i entonats. Durant aquest període de transició des del balboteig a les primeres paraules els infants també produeixen «protoparaules», és a dir paraules inventades que s'usen consistentment per expressar significats específics, però que no són paraules reals en la llengua de destí de l'infant. Al voltant dels 12-14 mesos d'edat els infant produeixen la seva primera paraula. Quan tenen prop d'un any, són capaços de produir contorns d'entonació creixents a més de plans, caients, i creixent-caients.

## El desenvolupament un cop s'estabilitza el discurs (1 any i més grans)
Quan tenen 1 any, els infants just comencen a parlar, i les seves pronunciacions no són en absolut de tipus adult. Les habilitats de percepció dels infants també encara s'estan desenvolupant, De fet, tant les habilitats de producció com de percepció continuen desenvolupant-se encara un bon temps durant els anys escolars, amb la percepció d'algunes característiques prosòdiques no desenvolupant-se fins aproximadament els 12 anys.

### Percepció

#### 14 mesos
Els infants són capaços de distingir les noves ‘paraules' apreses que s'associen amb objectes, si no tenen un so semblant, com ara ‘lef’ i ‘nim’. No poden distingir noves paraules apreses que sonen de forma semblant, com ara, ‘bi’ i ‘di’. En conseqüència, tot i que els infants d'aquesta edat són capaços de distingir parells mínims monosil·làbics a un nivell purament fonològic, si la tasca de discriminació s'aparella amb el significat de la paraula, la càrrega cognitiva addicional que cal per aprendre els significats de les paraules els deixa incapaços d'usar l'esforç addicional a distingir la fonologia similar.

#### 16 mesos
La mida de vocabulari de comprensió dels infants té un rang entre 92 i 31 paraules. La mida del vocabulari de producció a aquesta edat té típicament 50 paraules. Això mostra que el vocabulari de comprensió creix més ràpid que el vocabulari de producció.

#### Mesos 18-20
Als 18-20 mesos els infants poden distingir nous logàtoms apresos, fins i tot si són fonològicament semblants, és a dir ‘be’ i ‘de. Tot i que els infants poden distingir síl·labes com aquestes poc després del naixement, sols ara són capaços de distingir-les si els són presentades com a paraules amb significat en comptes de simplement una seqüència de sons.
Els infants també són capaços de detectar pronunciacions incorrectes com ara ‘vebè’ per ‘bebé’. S'ha trobat que el reconeixement és més pobre per a paraules mal pronunciades que per a paraules pronunciades correctament. Això suggereix que les representacions dels infants de paraules familiars són fonèticament molt precises. Aquest resultat també s'ha interpretat com un suggeriment que els infants es mouen d'un sistema fonològic basat en paraules a un sistema basat en segments quan aproximadament tenen 18 mesos d'edat.

##### Mapatge ràpid
Òbviament, la raó per la qual a molts infants els cal aprendre les distincions de sons de les seves llengües és perquè aleshores també han d'aprendre el significat associat amb aquests diferents sons. Els infants de curta edat tenen una habilitat notable per aprendre significats per a les paraules que extrauen del discurs al qual són exposats, és a dir, per mapar el significat cap als sons. Sovint els infants associen un significat amb una nova paraula després de sols una exposició. Això és conegut com a «mapatge ràpid».
Als 20 mesos d'edat, quan se'ls presenten tres objectes familiar (per exemple una pilota, una ampolla i un got) i un objecte no familiar (per exemple un perforador d'ous), els infants són capaços de concloure que en la demanda «Em pots donar el canc,», «canc» es deu referir a l'objecte desconegut, o sigui el perforador d'ous, tot i que abans no hagin sentit mai dir aquest logàtom. Els nens de no més de 15 mesos d'edat poden completar aquesta tasca amb èxit si l'experiment es condueix amb menys objectes. Aquesta tasca mostra que els infants entre 15 i 20 mesos d'edat poden assignar significat a una nova paraula després d'una única exposició. El mapatge ràpid és una habilitat necessària perquè els infants adquireixin el nombre de paraules que han d'aprendre durant els primers pocs anys de fica: Els infants adquireixen una mitjana de nou paraules per dia entre els 18 mesos i els 6 anys.

#### 2–6 anys
Als 2 anys, els infants mostren els primers signes de consciència fonològica, és a dir s'interessen en els jocs de paraules, les rimes i les al·literacions. La consciència fonològica es continua desenvolupant fins als primers anys d'escola. Per exemple, sols aproximadament la meitat dels nens de 4 i 5 anys examinats per Liberman et al. (1974) van ser capaços d'identificar les síl·labes en paraules multisil·làbiques, però un 90% dels nens de 6 anys ja ho podien fer. La major part dels nens de 3 i 4 anys són capaços de dividir síl·labes consonant-vocal-consonant (CV) en els seus constituent atac i rima. L'atac d'una síl·laba consisteix en totes les consonants que precedeixen la vocal de la síl·laba, i la rima està formada per la vocal i totes les consonants que segueixen. Per exemple, l'atac de la paraula ‘gos' és /g/ i la rima és /os/. Els nens de 3-4 anys van ser capaços de dir que els logàtom /fol/ i /fir/ els agradarien a una mascota el so favorit de la qual és /f/. Els nenes de 4 anys tenen menys èxit a aquesta tasca si l'atac de la síl·laba conté un clúster de consonants, com ara /fr/ o /fl/.
Liberman et al. van trobar que cap dels nens de 4 anys i sols un 17% dels de 5 anys van ser capaços d'identificar el nombre de fonemes (sons individuals) a una paraula. 70% dels nens de 6 anys ho van poder fer. Això pot significar que els nenes són conscients de les síl·labes com a unitats del discurs de forma molt primerenca, mentre que no mostren consciència de fonemes individuals fins a l'edat escolar. Una altra explicació és que els sons individuals no es tradueixen fàcilment a pulsacions, cosa que fa la identificació de fonemes individuals molt més difícil que identificar síl·labes. Una raó per la qual la consciència de fonemes millora molt un cop els nens comencen l'escola és perquè l'aprenentatge de la lectura els proveeix una ajuda visual sobre com dividir les paraules en els seus components més petits.

#### 12 anys
Tot i que els nens perceben els patrons rítmics de la seva llengua nativa als 7-8 mesos d'edat, no poden distingir amb fiabilitat paraules compostes i frases que difereixen únicament quant a la ubicació de l'accent. Per exemple, segons l'accent prosòdic la frase «S'ha escapat?» pot significar ignorància absoluta o una pregunta sobre algú concret. Aquest tipus de distincions no es fan fins als 12 anys. Als nens parlants d'anglès a un estudi de Vogel i Raimy (2002) se'ls va demanar que mostressin quin de dos dibuixos (un gos i una salsitxa) s'estava anomenant quan es deia «hot dog». Els nens més joves de 12 anys generalment prefereixen la lectura composta, és a dir la salsitxa, a la lectura de frase, és a dir el gos. Els autors conclouen d'això que els nens comencen amb un biaix lèxic, o sigui prefereixen interpretar frase com aquesta com a paraules simples, i la capacitat d'anul·lar aquest biaix es desenvolupa més tard durant la infància.

### Producció

#### Mesos 12-14
Generalment els infants produeixen les seves primers paraules al voltant dels 12-14 mesos d'edat. Les primers paraules són senzilles en estructura i contenen els mateixos sons que s'usaven el balboteig tardà. Els elements lèxics que aquests infants produeixen es desen probablement com paraules senceres en comptes de segments que s'ajunten mentalment quan es pronuncien. Això és suggerit pel fet que els infants a aquesta edat potser produeixen els mateixos sons diferentment per a paraules diferents.

#### 16 mesos
La mida del vocabulari produït pels nens a aquesta edat és generalment unes 50 paraules, tot i que hi ha una gran variació en la mida de vocabulari entre nens del mateix grup d'edat, amb un rang entre 0 i 160 paraules per a la majoria de nens.

#### 18 mesos
Les produccions dels nens esdevenen més consistents al voltant de l'edat de 18 mesos. Quan les seves paraules difereixen de les seves formes adultes, aquestes diferències són més sistemàtiques que abans. Aquestes transformacions sistemàtiques es refereixen com processos fonològics, i sovint s'assemblen a processos que són en general comuns a la fonologia dels adults a diferents llengües (per exemple la reduplicació al català col·loquial: «estic molt molt cansada» per «estic enormement cansada»).). A sota es fa una llista d'alguns processos fonològics comuns.

##### Processos de paraula completa (fins a 3 o 4 anys)
- Supressió de la síl·laba feble: omissió d'una síl·laba no accentuada en la paraula destí, per exemple, [jæmæ] per «pijama».
- Supressió de consonant final: omissió de la consonant final a la paraula destí, per exemple pikʌ per «because»
als nens parlants de l'anglès.
- Reduplicació (lingüística): producció de dues síl·labes idèntiques basant-se en una de les síl·labes de la paraula destí, per exemple [bibi] for «biberó».
- Harmonia consonàntica: una consonant d'una paraula destí agafa les característiques d'una altra consonant de la paraula destí, per exemple [tʌt] per «gat».
- Reducció de clúster de consonants: omissió d'una consonant en un clúster de paraula destí, per exemple [pæsa] per «plaçar».

##### Processos de substitució de segments (primers anys escolars)
- Anticipació velar: una velar es reemplaça per una coronal, tassa per «casa»-
- Fricativa: una fricativa es reemplaça per una oclusiva, per exemple [ti] for ‘sí’.
- Lliscament: una líquida es reemplaça per una semivocal, per exemple [wæbe] for ‘rave’.

#### 2 anys
La mida del vocabulari de producció té un rang entre 50 a 550 paraules a l'edat de 2 anys. El volum de discurs al qual els nens són exposats per qui els cuida, així com la riquesa d'aquest vocabulari, influeix en la taxa d'aprenentatge de paraules, i consegüentment, a la variabilitat en el rang de mides de vocabulari dels nens de la mateixa edat. Els nens també sembla que construeixen el seu vocabulari més ràpid si el discurs que senten està relacionat al seu focus d'atenció més sovint. Per exemple aquest seria el cas si el cuidador parla d'una pilota que el nen mira.

#### 4 anys
Un estudi de Gathercole i Baddeley (1989) va mostrar la importància del so per al significat primerenc de les paraules. Van verificar la memòria fonològica de nens de 4 i 5 anys, és a dir fins a quin punt aquests nens podien recordar una seqüència de sons no familiars. Van trobar que els nens amb millor memòria fonològica també tenien vocabularis més grans a ambdues edats. A més a més, la memòria fonològica als 4 anys prediu el vocabulari dels nens als 5 anys, fins i tot quan es controla pel vocabulari anterior i la intel·ligència no verbal.

#### 7 anys
Els nens produeixen principalment segments de tipus adult. La seva habilitat per produir seqüències complexes de sons i paraules monosil·làbiques continua millorant a través de la meitat de l'època de la infància.

## Fonaments biològics del desenvolupament de la parla infantil
El canvis en el desenvolupament de les vocalitzacions infantils durant el primer any de vida estan influenciats pels desenvolupaments físics durant aquest temps. El creixement físic del tracte vocal, el desenvolupament del cervell i de les estructures neurològiques responsables de la vocalització són factors per al desenvolupament de les produccions vocals infantils.

### Tracte vocal infantil
El tracte vocal infantil és més petit, i inicialment també tenen una forma diferent que el tracte vocal adult. La llengua de l'infant omple tota la boca, reduint així el rang de moviment. A mesura que l'esquelet facial creix, s'incrementa el rang de moviments, cosa que probablement contribueix a la varietat creixent de sons que els infants poden produir. El desenvolupament dels músculs i dels receptors sensorials també dona els infants més control sobre la producció de sons. Els moviments limitats possibles per a la mandíbula i la boca de l'infant poden ser responsables de l'alternació típica consonant-vocal (CV) en el balboteig i ha estat suggerit que la dominància de síl·labes CV a les llengües a nivell mundial poden haver estat causades evolutivament pel rang limitat de moviments dels òrgans vocals humans.
A la figura 3 i a la figura 4 es poden veure les diferències entre el tracte vocal dels infants i dels adults.

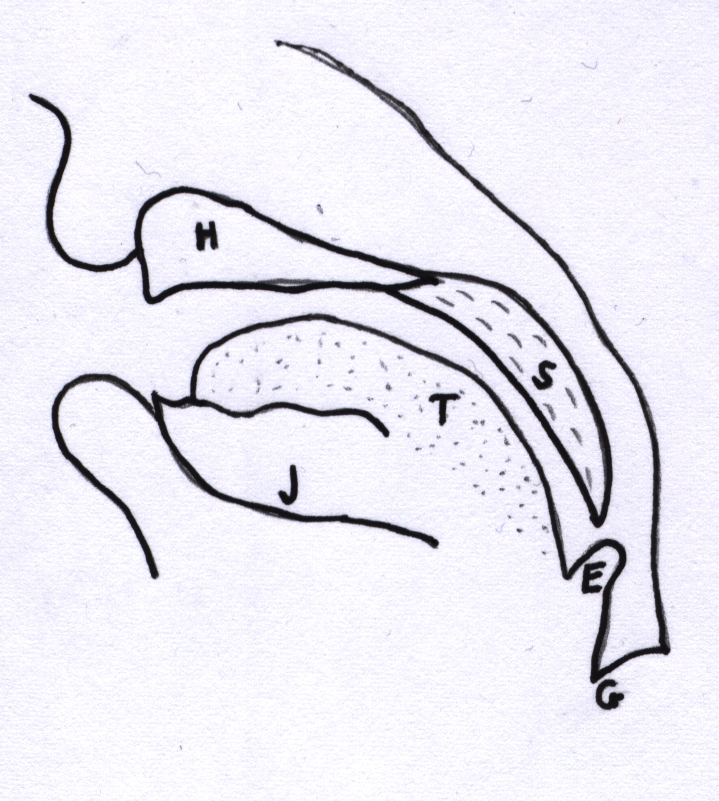
Fig. 3. Tracte vocal infantil: H = paladar dur, S = paladar tou, T = llengua, J = mandíbula, E = epiglotis, G = glotis; Seguint Vihman (1996)

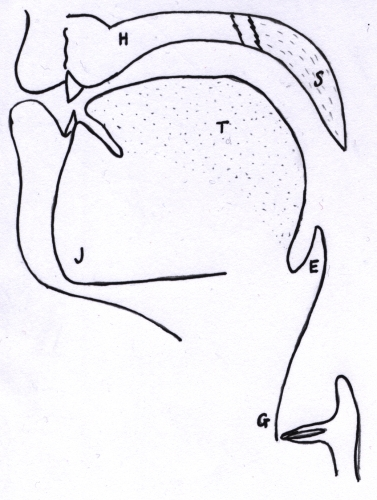
Fig. 4.Tracte vocal adult: H = paladar dur, S = paladar feble, T = llengua, J = mandíbula, E = epiglotis, G = glotis; Seguint Vihman (1996)

### El sistema nerviós
El plor i els sons vegetatius es controlen pel tronc de l'encèfal, que madura abans que el còrtex cerebral. El desenvolupament neurològic d'estructures cerebrals més altes coincideix amb certs desenvolupament en les vocalitzacions infantils. Per exemple, l'aparició dels esternuts a les 6 a 8 setmanes succeeix a mesura que algunes àrees del sistema límbic comença a funcionar. Es coneix que el sistema límbic està involucrat en l'expressió de l'emoció, i els esternuts als infants estan associats amb el sentiment de content. Els desenvolupaments addicionals del sistema límbic poden estar relacionats amb l'aparició del riure als 16 mesos d'edat. El còrtex motor, finalment, que es desenvolupa després de les estructures mencionades més a dalt, pot ser necessari per al balboteig canònic, que comença al voltant dels 6 a 9 mesos d'edat.